# Басейн Нілу
Басейн Нілу — водозбір річки Ніл. Є другим за площею річковим басейном в Африці, охоплюючи приблизно 3 254 555 км², або майже 10 % території континенту. Поширюється на територію Бурунді, Демократичної Республіки Конго, Еритреї, Ефіопії, Єгипту, Кенії, Південного Судану, Руанди, Судану, Танзанії, Уганди і Чаду.
Басейн Нілу є основним джерелом прісної води, електроенергії та риби для населення цих країн. В його межах проживає близько 270 млн людей, або 20 % населення Африки. Він перетинає посушливі райони з високою густотою населення. У 1999 році була створена Ініціатива басейну Нілу, покликана зміцнити співробітництво зі спільного використання ресурсів.
Ніл утворюється в результаті злиття Блакитного Нілу та Білого Нілу поблизу Хартума. Нижче за течією єдиною важливою притокою є Атбара: таким чином половина течії Нілу проходить через Сахару, де в нього не впадає жодна постійна річка. Основним джерелом води для його басейну є озеро Вікторія, розташоване у Великій Рифтовій долині.
Ніл судноплавний починаючи від дельти та закінчуючи Асуаном в південному Єгипті. Асуанська гребля також містить шлюзи для проходу суден, однак в середній течії Нілу через наявність порогів річка судноплавна лише на трьох ділянках. Перша пролягає від судансько-єгипетського кордону до південного краю озера Насер, друга — між третім та четвертим порогами, а третя, найважливіша, — від Хартума на південь до Джуби в Південному Судані.
У Південному Судані, на південному заході басейну, поблизу вододілу з басейном Конго, розташований великий педиплен. Висоти, які підіймаються над цією рівниною, містять латеритні ґрунти, іноді з пізолітами або феррікретами, і є залишками палеоповерхні. Деякі вершини, що відповідають згаданій палеоповерхні, були утворені інверсією рельєфу долин.